# Криле на желанието
Криле на желанието, оригинално заглавие: Der himmel uber Berlin – Небето над Берлин, е романтична драма от 1987 г. на режисьора Вим Вендерс с участието на Бруно Ганц, Солвейг Домартен, Ото Зандер, Питър Фолк като себе си, Курт Бойс, Чък Ортега, със специалното участие на Ник Кейв като себе си. Филмът е спечелил десетки международни награди, вкл. за най-добра режисура от Фестивала в Кан.
Критиката и зрителите сравняват Криле на желанието с четенето на хубава книга. Намират го за еднакво убедителен и като документален филм за живота в модерен Берлин, и като приказка за ангели. Героите и сцените са благодатни за метафорична интерпретация. Екзистенциалните въпроси, които сценаристите (Петер Хандке и Вим Вендерс) задават, водят чрез сюжета всеки зрител до индивидуални отговори и тълкувания, затова и много от отзивите започват с това колко трудно е да се пише за Криле на желанието.
Още в началото се загатва, че двама от главните герои – Дамиел и Касиел са ангели по-скоро в преносния, отколкото в буквалния смисъл. За да не остава съмнение, в края на филма авторите добавят послепис: „Посвещава се на всички бивши ангели, но особено на Ясуджиро Озу, Франсоа Трюфо и Андрей Тарковски.

## Сюжет
Дамиел (Бруно Ганц) и Касиел (Ото Сандер) са ангели. Те наблюдават отвисоко Берлин и неговите жители, „чуват“ какво мислят хората, водят си записки за различни случки от реалността и ги съхраняват като свидетелства за човешката духовност. Могат да влизат незабелязани навсякъде, да слушат и да виждат всичко, а сред най-предпочитаните от тях места са библиотеките. Те разбират дълбините на човешката природа, но не знаят какво означава животът за хората, какво е чувството да си смъртен. Липсва им опит. Да ти е студено или да ти е топло, цветовете, вкусовете, ароматите, материалната същност на нещата са напълно чужди за ангелите. За тях всичко е в черно и бяло, и докато светът се представя през техните очи, филмът също е черно-бял.
Марион (Солвейг Домартен) е циркова актриса, която изпълнява сложен номер на трапец. Всяка вечер тя полита под съпровода на драматична музика, облечена в бяло и с бутафорни ангелски крила, които всъщност са направени от кокоши пера. Личният ѝ живот е низ от разочарования, младостта ѝ отминава, навън е есен, тя е сама. Циркът е фалирал, това е последният му сезон. Марион ще се качи на трапеца и ще полети над публиката с красивото си и опасно изпълнение под прожекторите за последен път. Дамиел е привлечен от ролята ѝ в цирка и започва да я следва навсякъде. В една от сцените – в дома ѝ, той вижда голото ѝ тяло и чува мислите ѝ. Марион копнее да обича и филмът става цветен. Ангелът се влюбва.
Той решава да пожертва вечния си живот в името на това да се превърне в човек от плът и кръв, да изживее любовта си в тялото на смъртен и да познае простите човешки удоволствия като това да разтриеш длани, когато ти е студено, да почувстваш капките дъжд, да отпиеш глътка кафе, да усещаш вкусове и аромати.
Марион олицетворява стремежа за възвисяване чрез изкуството, съпроводен със страха от падане (в реалността), докато „падналият ангел“ Дамиел – копнежът за пълнокръвен земен живот и приземяване. Във филма желанието на ангела да падне не се тълкува библейски – то не се случва като при Луцифер чрез отричане от Бог, а е мотивирано от необходимостта от човешка топлина, от любопитство, съчувствие и солидарност с човешкия живот.

## В ролите
| Актьор           | Роля                         |
| ---------------- | ---------------------------- |
| Бруно Ганц       | Дамиел                       |
| Ото Сандер       | Касиел                       |
| Солвейг Домартен | Марион                       |
| Курт Буа         | Гомер                        |
| Питър Фолк       | Питър Фолк                   |
| Ханс Мартин Стир | Умиращият човек              |
| Елмар Вилмс      | Печалният човек в метрото    |
| Зигурд Рахман    | Самоубийца                   |
| Беатрис Мановски | Проститутка                  |
| Тиери Нуар       | Художник на Берлинската стеа |

## Награди и номинации
Филмът Криле на желанието печели множество престижни награди , сред които:
- Наградата за най-добра режисура на Филмовия фестивал в Кан през 1987 г. и номинация за „Златна палма“;
- Номинация „Сезар“ за най-добър чуждоезичен филм от Френските филмови награди (1988);
- Номинация за най-добър неанглоезичен филм от Филмовите награди на БАФТА (1989);
- Наградите за режисура на Вим Вендерс и поддържаща роля на Кърт Бойс от Европейските филмови награди (1988);
- Наградата за най-добър режисьор на Вим Вендерс от Баварските филмови награди (1988);
- Най-добър игрален филм и изключително постижение в операторската работа на Анри Алекан от Германските филмови награди (1988);
- Наградата на публиката за най-добър игрален филм от Международния филмов фестивал в Сан Паоло, Бразилия (1988);
- Наградата за най-добър чуждестранен филм от Френския синдикат на филмовите критици (1988);
- Най-добър чуждестранен филм на Вим Вендерс и операторска работа на Анри Алекан от Лосанджелиската асоциация на филмовите критици (1988)
- Наградата за операторска работа на Анри Алекан от Американското национално общество на филмовите критици (1989);
- Наградата за най-добър опертор на Анри Алекан от Нюйоркския кръг на филмовите критици (1988).